# Thủy điện Đạ Dâng – Đạ Chomo
Thủy điện Đạ Dâng – Đạ Chomo là tổ hợp hai nhà máy thủy điện hoạt động liên hoàn, là thủy điện Đạ Dâng đặt trên dòng sông Đa Dâng tại xã Lát huyện Lạc Dương, và thủy điện Đạ Chomo trên suối Đa Chomo (một phụ lưu của sông Đa Dâng) tại xã Phi Tô huyện Lâm Hà tỉnh Lâm Đồng, Việt Nam .
Thủy điện Đạ Dâng – Đạ Chomo có công suất lắp máy 23 MW, trong đó thủy điện Đạ Dâng 14 MW và thủy điện Đạ Chomo 9 MW, khởi công tháng ?, dự kiến hoàn thành cuối năm 2016 .

## Tác động môi trường và dân sinh
Sự cố sập hầm thủy điện Đạ Dâng xảy ra vào ngày 16/12/2014, dẫn đến Có 12 người bị kẹt bên trong hầm ở thôn Păng Tiêng, xã Lát . Đến 16h38 ngày 19/12/2014, tất cả các nạn nhân đã được đưa ra ngoài .
Gần một năm sau vụ sập hầm công trình thủy điện Đạ Dâng - Đạ Chomo mới được phép thi công trở lại .